# تپه قلعه کهنه چهارمست
تپه قلعه کهنه چهارمست مربوط به دوره اشکانیان - دوره ساسانیان است و در شهرستان اسفراین، بخش بام وصفی آباد، دهستان بام، روستای چهارمست واقع شده و این اثر در تاریخ ۲ مرداد ۱۳۸۷ با شمارهٔ ثبت ۲۳۱۰۳ به‌عنوان یکی از آثار ملی ایران به ثبت رسیده است.